# هورس‌هد، نورت، نیویورک
هورس‌هد (به انگلیسی: Horseheads North) یک منطقهٔ مسکونی در ایالات متحده آمریکا است که در شهرستان چیمانگ، نیویورک واقع شده‌است. هورس‌هد ۵٫۸۰ کیلومتر مربع مساحت و ۲٬۸۴۳ نفر جمعیت دارد و ۲۸۶٫۵۲ متر بالاتر از سطح دریا واقع شده‌است.